# Мортань-сюр-Севр
Мортань-сюр-Севр (фр. Mortagne-sur-Sèvre) — коммуна на западе Франции, регион Пеи-де-ла-Луар, департамент Вандея, округ Ла-Рош-сюр-Йон, центр кантона Мортань-сюр-Севр. Расположена в 7 км к юго-западу от Шоле, 63 км к юго-западу от Нанта и в 55 км к северо-востоку от Ла-Рош-сюр-Йона, в 1 км от национальной автомагистрали N149, на правом берегу реки Севр-Нантез. 
Население (2019) — 6 059 человек.

## История
Территория современной коммуны Мортань-сюр-Севр входила в ареал проживания галльского племени пиктонов, а затем была завоевана в 58-51 гг. до н. э. Юлием Цезарем вместе с остальной частью Галлии. Во время раскопок в 2020 году археологи обнаружили на территории коммуны могильный комплекс периода династии Меровингов, состоящий из 99 гробниц.
В Средние века город принадлежал провинции Пуату, а точнее Нижнему Пуату, граничившему с провинциями Анжу и Бретань. Именно в этот период были построены основные памятники города: замок, церкви Святого Петра, Нотр-Дам и Святого Илария, монастырь и дворянские дома. Затем Мортань становится важным перекрестком путей сообщения и развивает, помимо сельского хозяйства, промышленную деятельность, особенно кожевенное производство. Торговля процветает благодаря реке Севр-Нантез.
Как и все населенные пункты Вандеи, Мортань сильно пострадал от Вандейского мятежа. Известны два локальных сражения при Мортане: 23-25 марта 1794 года и 3-4 октября 1795 года. Первое закончилась победой восставших, во втором верх взяли революционеры. «Адские колонны» сожгли город дотла, церкви и жома восстановлены к середине XIX века благодаря государственным субсидиям.  
Современная коммуна была образована в 1964 году, когда в состав коммуны Мортань-сюр-Севр вошли соседние коммуны Эврюн и Сент-Илер-де-Мортань.

## Достопримечательности
- Церковь Святого Петра XII века, исторический памятник
- Бывший приорат Святого Петра, сейчас мэрия
- Шато Мортань-сюр-Севр XIV века, частично перестроенный в XX веке

## Экономика
Структура занятости населения:
- сельское хозяйство — 2,3 %
- промышленность — 46,7 %
- строительство — 4,7 %
- торговля, транспорт и сфера услуг — 28,6 %
- государственные и муниципальные службы — 17,6 %

Уровень безработицы (2019) — 8,9 % (Франция в целом —  12,9 %, департамент Вандея — 10,5 %). 

Среднегодовой доход на 1 человека, евро (2019) — 21 920 (Франция в целом — 21 930, департамент Вандея — 21 550).

## Демография
Динамика численности населения, чел.

## Администрация
Пост мэра Мортань-сюр-Севра с 2014 года занимает Ален Брошуар (Alain Brochoire). На муниципальных выборах 2020 года возглавляемый им правый список был единственным.
| Период | Период | Фамилия      | Партия                                           | Примечания                                     |
| ------ | ------ | ------------ | ------------------------------------------------ | ---------------------------------------------- |
| 1973   | 1995   | Жерар Броссе | Разные правые Объединение в поддержку Республики | портной, член Генерального совета департамента |
| 1995   | 2014   | Ален Повер   | Разные правые                                    | технический руководитель                       |
| 2014   |        | Ален Брошуар | Разные правые                                    | фармацевт                                      |

## Галерея

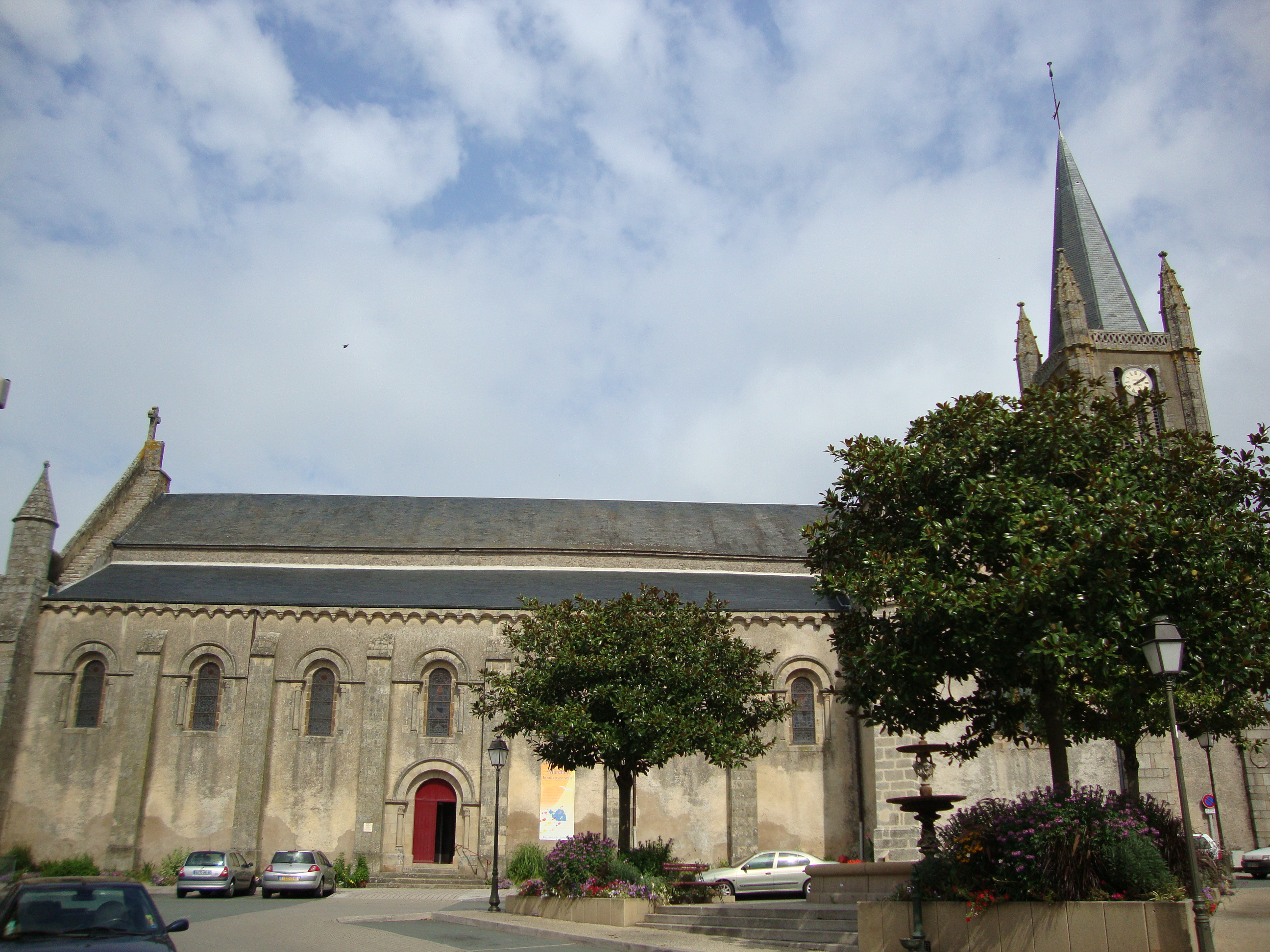
Церковь Святого Петра
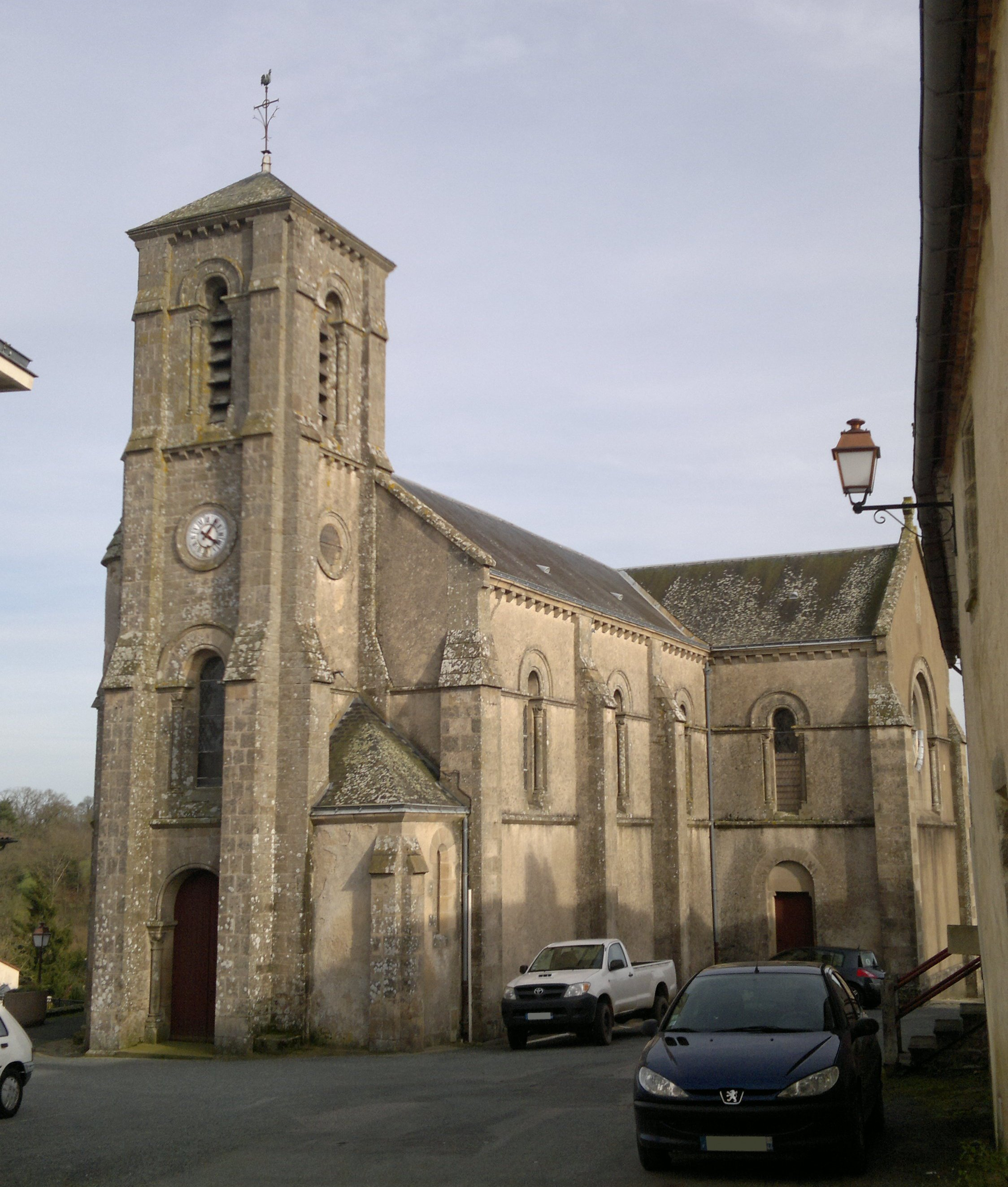
Церковь Нотр-Дам